# Maróti Miklós
Maróti Miklós (Szeged, 1973. január 17. –) magyar matematikus, az SZTE Bolyai Intézetében az Algebra és Számelmélet Tanszék vezetője.

## Életpályája
Biológus családból származik. Középiskolai tanulmányait a Radnóti Miklós Kísérleti Gimnáziumban végezte, majd a Szegedi Tudományegyetemen 1996-ban végzett. Két PhD-fokozatát 2002-ben Nashville-ben a Vanderbilt Egyetemen, valamint 2007-ben a Szegedi Tudományegyetemen szerezte meg, előbbit Ralph McKenzie témavezetésével. Főszervezője volt a 2007-ben Csákány Béla 75. születésnapjára rendezett Algorithmic Complexity and Universal Algebra konferenciának. Ebben az évben nevezték ki docensnek. 2018-ban nevezték ki az Algebra és számelmélet tanszék vezetésére.

## Munkássága
Kutatási területei az univerzális algebra, a hálóelmélet, a bonyolultságelmélet, a logika, a kombinatorika, a beágyazott rendszerek, a szenzorhálózatok, a rádió alapú helymeghatározás és a mesterséges intelligencia. 2019-ben a Mobile World Congress nevű amerikai mesterséges intelligenciával foglalkozó verseny döntőjében második helyezést ért el MarmotE nevű csapatával. Kalmár Györggyel közös kutatásukban egy ultra alacsony fogyasztású akusztikus lövésdetektoron dolgoztak, amelyet afrikai elefántok védelmére kívánnak hasznosítani orvvadászok ellen, ezért mindketten elnyerték 2021-ben a műszaki tudományok területén leginnovatívabb kutatómunkáért járó SZTE Innovációs díjat. A SMOG és ATL műholdak kifejlesztésében végzett munkájáért 2021-ben Miniszteri Elismerő Oklevelet kapott.